# Hans Lottig
 Hans Lottig (* 25. April 1931; † 2. April 2011 in Paris) war ein deutscher Manager. Der promovierte Jurist war von 1979 bis 1989 Vorstandsmitglied der Deutsche Shell AG, Hamburg, und Geschäftsführer der Deutsche Shell Chemie GmbH, Eschborn.